# الدورة المركبة
الدورة المركبة في عملية توليد الكهرباء هي الدورة التي تتكون من محركات حرارية والتي تعمل بالتتابع بنفس مصدر الحرارة محولةً مصدر الحرارة هذا إلي طاقة ميكانيكية والتي تُستخدم مباشرة في توليد الكهرباء باستخدام مولدات كهربائية.
و جوهر تلك الدورة أنه بعد انتهاء دورة المحرك الحراري الأول فإن مائع التشغيل للمحرك الأول يظل محتفظًا بقليل من الطاقة الحرارية والكافية ليتم الاستفادة منها في المحرك الحراري الثاني.
وعن طريق دمج الشعل الناتج من كلا المحركين على عمود دوران مرتبط بالمولد الكهربائي، فإننا نحصل على كفاءة كلية للنظام تصل إلي 50 - 60 بالمئة.
بينما كانت الكفاءة في الدورة المنفردة (لكل محرك حراري علي حدة) تصل إلى 34% فقط، وبدمج الدورتين معًا فنحصل على كفاءة كلية تصل إلي 51% وأكثر، وهذا بسبب أن المحركات الحرارية لا تكون قادرة على إستخلاص كل الطاقة الحرارية المعطاة لها فعادة ما تكون الكفاءة أقل من 50%، وفي الدورة المنفردة سابقًا كان يتم إهدار الطاقة المتبقية في مائع التشغيل حيث تعتبر طاقة مهدرة.
ودمج دورتين أو أكثر معًا يؤدي إلي تحسن في الكفاءة الكلية وتقليل معدل إستهلاك الوقود وبالتالي التكلفة الخاصة بالوقود، وفي محطات توليد الطاقة يتم استخدام الدمج بين دورة التوربينة الغازية (والتي تعمل وفقًا لدورة برايتون) والتي يتم فيها حرق الغاز الطبيعي أو غاز الاصطناع الصادر من الفحم ويصدر عنهما غازات ساخنة تُستخدم في تشغيل المحطة البخارية (والتي تعمل وفقًا لدورة رانكن)، ويطلق على هذا الدمج : الدورة المركبة للتوربينة الغازية والتي تصل فيها الكفاءة الحرارية للمحطة إلى حوالي 54% في أغلب أوقات تشغيل المحطة، على العكس تمامًا عندما يتم استخدام دورة منفردة سواء غازية أو بخارية فإن كفاءة المحطة تصل إلى 35-42% في أحسن الأحوال.
وتعمل محطات حديثة عديدة على الدورة المركبة هذه، ويتم استخدامها أيضًا في الاستخدامات البحرية.
والدورة المركبة لها استخدام آخر أيضًا في محطات التوليد المشترك حيث يتم إنشاء دورة بخارية بعد الدورة الغازية في بعض المحطات التي كانت تعمل في إنتاج الطاقة بالدورة الغازية فقط وذلك كله بغرض استخدام البخار المتولد في الدورة المركبة في التدفئة أو استخدامات حرارية أخرى كصناعة الغزل وصناعات آخري تستخدم البخار وتصل الكفاءة الكلية والإجمالية لتلك المحطات (كهرباء + بخار ساخن) إلي نحو 90-95%.

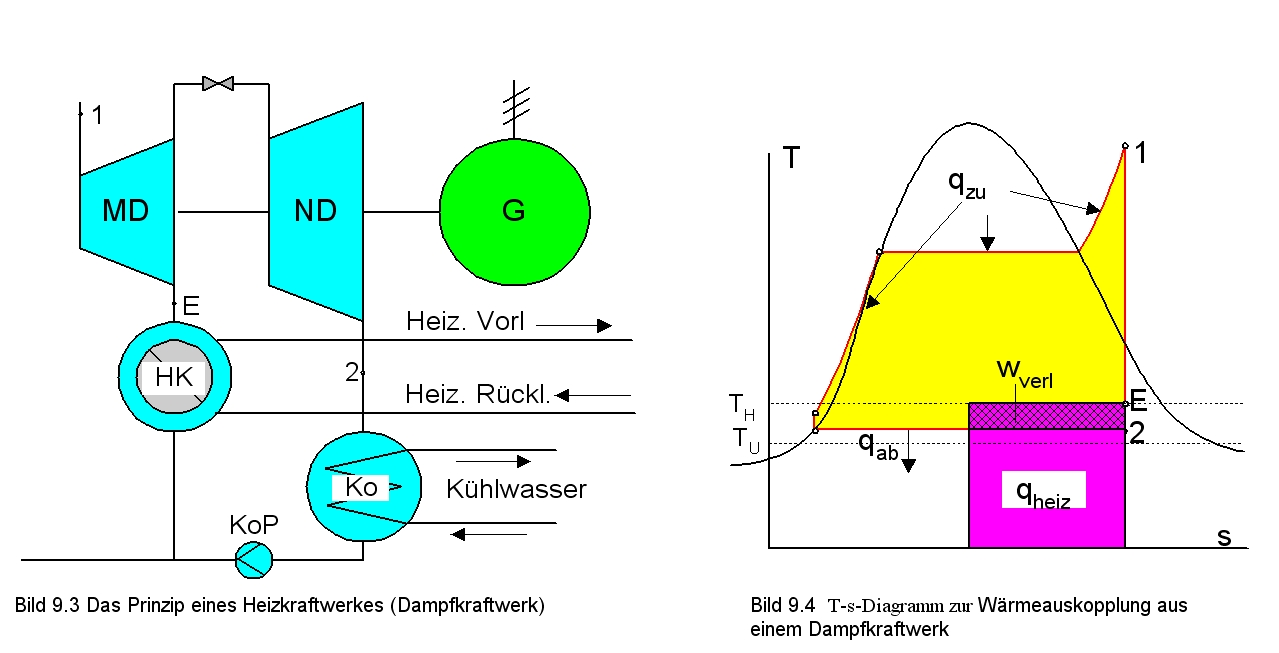
رسم توضيحي لمحطة توليد مشترك حيث طريقة عمل محطة تنتج الكهرباء والبخار أو الماء الساخن.

وأيضًا في محركات السيارات والطائرات تُستخدم توربينة يتم إدارتها بعوادم الغازات الصادرة من دورة المحركة سواء كانت أوتو أو ديزل، ويطلق على تلك المحركات محركات التوربو المجمعة (ليست شاحن عنفي).

## الدورة المركبة الأساسية

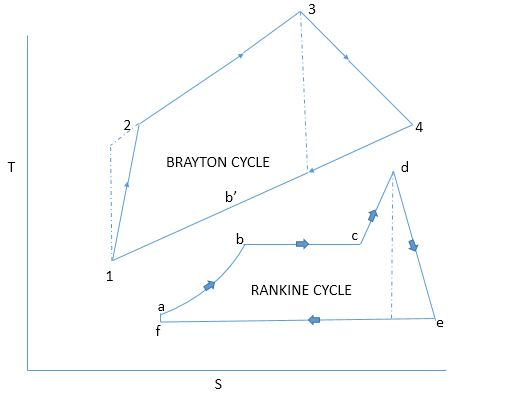
الدورة العلوية والسفلية

الدورة الثيرموديناميكية للدورة المركبة الأساسية تتكون من دورتين: الأولي هي دورة برايتون أو دورة جول (دورة التوربينة الغازية) والثانية هي دورة رانكن (الدورة البخارية).
وكما في الصورة علي اليسار فإن الدورة 1-2-3-4-1 التي تمثل دورة التوربينة الغازية وهي الدورة العلوية، وكما يتضح فإن إجراءات الحرارة والشغل تتم في درجات حرارة مرتفعة.
بينما الدورة a-b-c-d-e-f-a تمثل دورة رانكن والتي تتم في درجات حرارة منخفضة نسبيًا بالنسبة إلي الدورة العلوية، وانتقال الطاقة الحرارية (من عوادام الغازات ذات درجات الحرارة المرتفعة) إلي البخار والماء يحدث بواسطة غلاية إسترداد الحرارة المهدرة الموجودة في الدورة السفلية، ويتم طرد الحرارة من عواد الغازات في الدورة العلوية خلال ضغط ثابت في الإجراء 4-1.
ومياه التغذية والبخار الرطب والمحمص يمتص بعض الحرارة في الاجراءات a-b ، b-c ، c-d.

### مولدات البخار

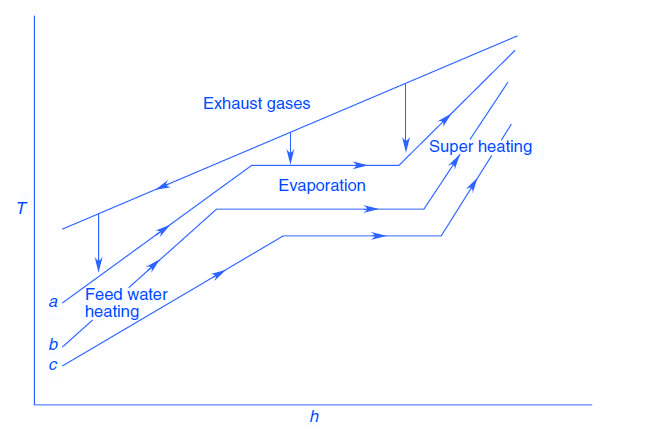
إنتقال الحرارة من الغازات الساخنة إلي الماء والبخار

تستقبل المحطات البخارية للطاقة الطاقة الحرارية من الغازات الساخنة الناتجة من المحطة الغازية ، ويتم إنتاج البخار بواسطتها، وتحتوي غلاية إسترداد الحرارة المهدرة علي ثلاثة أجزاء: موفر الطاقة والمبخر والمحمص.

## التصميمات المختلفة

مبدأ العمل في الدورة المركبة (1- المولد الكهربائي، 2- التوربينة البخارية، 3- المكثف، 4- المضخة، 5- الغلاية أو المبادل الحراري، 6- التوربينة الغازية)

كفاءة المحرك الحراري هي النسبة بين الشغل الناتج والطاقة الحرارية المضافة التي يُستخرج منها الشغل، وهي مرتبطة بفرق درجات الحرارة بين الحرارة المضافة إلي المحرك الحراري والحرارة التي تغادر المحرك الحراري.
في المحطات الحرارية تكون المياه هي المائع الأساسي في المحطة، ويتطلب البخار ذو الضغط المرتفع أجزاء قوية وتتحمل الإجهادات، بينما تتطلب الحرارة المرتفعة للبخار أجزء مصنعة من سبائك النيكل والكوبلت الثمينة بدلًا من استخدام الصلب الرخيص، وتكون تلك السبائك قادرة علي تحمل درجات حرارة مرتفعة تصل إلي 655 °C، بينما أقل درجة حرارة للبخار ثابتة نتيجة درجة حرارة مياه التبريد، وبتحديد درجات الحرارة كهذا فإن الكفاءة الحرارية للمحطة البخارية تكون 35% إلي 42%.
بينما تحتوي الدورة الغازية علي ضاغط هواء وغرفة احتراق وتوربينة غازية، في التوربينات الغازية فإن مقدار المعادن التي تتحمل درجات الحرارة والضغوط المرتفعة يجب أن تكون كبيرة ويتم استخدام الغالي منها لكي يتحمل لفترة أكبر، حيث تستقبل التوربينة الغازية الغازات بدرجات حرارة تترواح من 900 إلي 1400 °C وتكون درجة حرارة الغازات المغادرة من التوربينة بين 450:650 سيلزيوس، والتي تكون عالية بشكل كافي لإعادة استخدامها في الدورة البخارية والتي تستخدم البخار كمائع تشغيل.
في محطات توليد الطاقة التي تعمل بالدورة المركبة، تُستخدم الطاقة الحرارية في الغازات المطرودة من التوربينة الغازية في توليد البخار في الدورة البخارية عن طريق غلاية استرداد الحرارة والتي تُنتج بخار تصل درجة حرارته إلي 580 سيلزيوس، والمكثف في الدورة البخارية يقوم بتريد البخار بواسطة مياه من الأنهار أو البحار أو حتي البحيرات أو بواسطة أبراج التبريد فتصل درجة الحرارة في النهاية إلي 15 درجة سليزيوس.

### الحجم المثالي لمحطات الدورة المركبة
في عملية توليد الكهرباء بشكل موسع وتجاري، تكون قدرة المحطة الغازية 270 ميجاوات ويتم دمجها مع وحدة بخارية ثانوية بقدرة 130 ميجاوات ليشكلوا وحدة مركبة ويعطوا معًا قدرة إجمالية 400 ميجاوات، وتتكون المحطات المركبة من 1 إلي 6 من تلك الوحدات المركبة.
ويتدخل حجم المحطة في تكلفة المحطة حيث أن المحطات ذات المساحات الكبيرة تكون موفرة اقتصاديا.

### غلايات بدون احتراق
غلاية استرداد الحرارة هي الجزء رقم 5 في الشكل السابق( علي اليسار)، وعندما لا يكون هناك حرق للوقود يعني أنه لا يكون هناك حاجة للوقود في المحطة البخارية، وتكون الغلاية هنا عبارة عن مبادل حراري، حيث تدخل الغازات الساخنة قادمة من التوربينة الغازية وتدخل علي لمحمص البخار ثم المبخر ومن ثم تدخل علي جزء الموفر، وتدخل مياه التغذية بمسار عكسي حيث تمر أولًا بالموفر لتخرج عند درجة حرارة التشبع ثم المبخر ثم لمحمص البخار، وبإزديات درجة حرارة الغازات القادمة تزداد درجة حرارة المغادرة أيضًا.

### غلاية الضغط المزودج

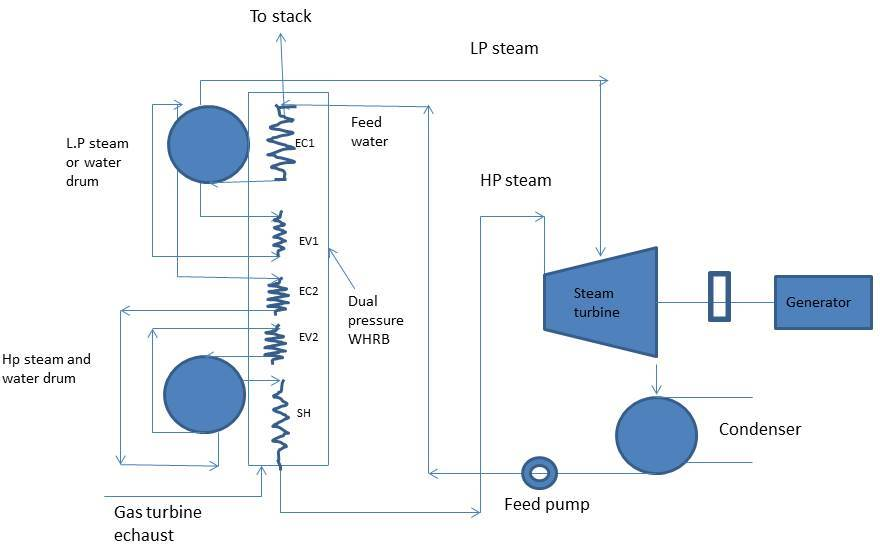
رسم تخطيطي للمحطة البخارية التي تستخدم غلاية الضغط المزدوج

يُفضل استخدام غلاية الضغط المزدوج عندكا تكون الطاقة الحرارية المستخرجة من الغازات مرتفعة، ويتم توظيف الغلاية للقيام بهذا الأمر حيث تحتوي علي، وعائين لفصل البخار عن الماء، ووعاء الضغط المنخفض لفص البخار يتصل بالموفر أو المبخر ذو الضغط المنخفض، حيث يتم إنتاج البخار عند ضغط منخفض في منطقة ذات درجات حرارة منخفضة، ويتم إمداد البخار ذو الضغط المنخفض إلي توربينة بخارية تعمل عند ضغط منخفض، ويتم إمرار بعض المياه من منطقة الضغط المنخفض إلي الموفر ذو الضغط العالي بواسطة مضخة، ويقوم الموفر بتسخين المياه إلي نقطة الغليان، وتمر المياه المشبعة بعد ذلك خلال منطقة في الغلاية ذات درجات حرارة مرتفعة ويتولد البخار عن ضغط مرتفع ومن ثم يتم إمراره علي توربينة بخارية ذات ضغوط مرتفعة.

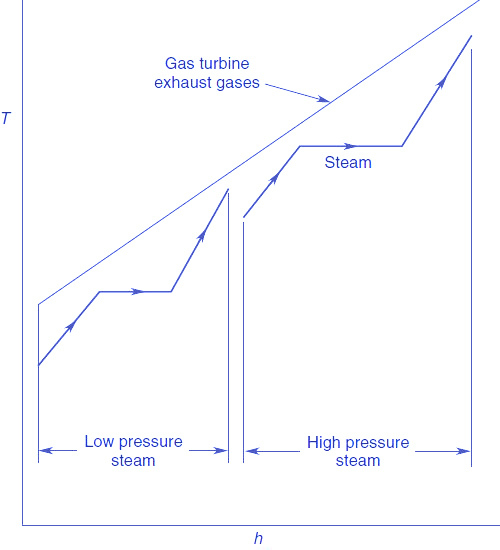
تبادل الحرارة في غلاية الضغط المزودج

### الاحتراق الإضافي
من الممكن استخدام احتراق إضافي في الدورة المركبة (خلال غلاية استرداد الحرارة) وذلك لرفع درجة حرارة الغازات من 600 °C (درجة حرارة الخروج من التوربينة الغازية) إلي 800 وتصل أحيانًا إلي 1000 °C وذلك باستخدام احتراق الإضافي والذي لن يؤثر في كفاءة الدورة المركبة في معظم الأحوال، لكن في حالة استخدام غلاية واحدة في الدورة فإن رفع درجة حرارة الفازات إلي 700-750 درجة سيلزيوس من الممكن أن يرفع كفاءة الدورة، ويستخدم الاحتراق الإضافي في الغلايات المزدوجة لزيادة القدرة الكهربائية المنتجة من الوحدة أو لزيادة إنتاجية البخار من الغلاية لمعالجة فشل في إنتاج البخار في الوحدة الأخرى.
وأقصي احتراق مساعد أو إضافي يشير إلي أقصي كمية من الوقود من الممكن أن تحترق مع الاكسجين المتاح في عوادم التوربينة الغازية، حيث يُعتبر الغازات الساخنة هي هواء الاحتراق ولا يستلزم إستنزاف هواء من الالضاغط.
ويُستخدم الاحتراق المساعدة في الدورة المركبة في أضيق الحدود وعند الحاجة القصوي له وذلك لأن استخدامه بشكل كبير في الدورات المركبة يسبب انخفاض في الكفاءة الكلية للدورة وذلك لارتفاع درجة حرارة دخول التوربينة الغازية.
ومن الممكن تصميم غلاية استرداد الحرارة بغرفة احتراق إضافية للحرق المساعد بعد التوربينة الغازية مباشرة لزيادة درجة حرارة الغازات، وبدون استخدام الاحتراق الإضافي فإن الكفاءة الحرارية للدورة المركبة يكون أعلي لكن نضطر لاستخدامه وذلك لتلبية الاحتياجات المتغيرة من إنتاجية الكهرباء.
ويتم في بعض الأحيان إضافة وقود إلي الغازات الساخنة وذلك لأنها تظل محتفظة ببعض الأكسجين حيث أننا نضطر لإضافة هواء بكثرة أكثر من النسبة المفروضة في غرفة الاحتراق في التوربينة للتغلب علي قوة الهواء أثناء دخوله إلي التوربينة.

## الوقود المستخدم في الدورة المركبة
عدة ما يتم استخدام الغاز الطبيعي في التوربينة الغازية كما أن التحسن في استخراج الغاز الصخري أصبحًا سببًا لاستخدامه في المحطات أكثر فأكثر.
ونتيجة لذلك فإن الكثير من المستثمرين يتجهون لمجال إستخراجه وذلك بسبب كفاءته العالية وتوسع استخدامه في 90% من مجالات الطاقة.
ويُستخدم في محطات الدورة المركبة بجانب الغاز الطبيعي غاز الاصطناع وأنواع أخرى من الوقود، وفي بعض الأماكن النائية أو حيث لا يمكن أن تصل إليها أنابيب الإمداد بالغاز فيتم استخدام محطات تعمل بالدورة المركبة لكن باستخدام وقود متجدد مثل الوقود الحيوي.

## التعديلات
تتكون الدورة المركبة العادية من عمود دوران واحد تدور عليه كل من التوربينة الغازية والتوربينة البخارية وكذلك المولد الكهربائي، بينما في الدورات التي تحتوي علي أكثر من عمود دوران فإن كلًا من التوربينة البخارية والتوربينة البخارية تكون لها عمود دوران خاص بها ويكون لهما مولد خاص بكل واحدة منهما يدور علي عمود الدوران الخاص بها.
وعمود الدوران الواحد يكون أفضل في الكفاءة والتكلفة الأولية للمحطة إذا قورن بوضع مولد لكل توربينة علي حدة، بينما استخدام أكثر من عمود دوران يسمح بوضع أكثر من توربينة علي نفس ذات العمود والذي يكون أفضل اقتصاديا من استخدام عمود واحد.

## كفاءة الدورة المركبة
للكفاءة أكثر من صورة ولذلك يجب تعريفها إذا كانت منسوبة إلي الطاقة الصافية المنتجة أم إلي الطاقة المتولدة، وتصل كفاءة الدورة المركبة إلي حوالي 54% في معظم المحطات التي تعمل بالدورة المركبة أو إلي 60% وذلك إذا إستخدمنا حرارة الاحتراق الأدنى للوقود، وأعلنت شركة سيمنز في مايو 2011 أنها أنتجت طاقة بكفاءة وصلت إلي 60.75% وذلك باستخدام توربينة غازية من طراز SGT5-8000H بقدرة إجمالية 578 ميجاوات في محطة أيرشنج الألمانية.
وأعلي كفاءة حرارية تم تسجيلها كانت 62.22% سُجلت في 28 أبريل 2016، كما أن محطة نيشي-كو ناجويا بقدرة 405 ميجاوات تصل كفاءة دورتها المركبة إلي حوالي 62%.
وترجع ارتفاع الكفاءة الحرارية للدورة المركبة عن الكفاءة الحرارية للدورة المفردة سواء البخارية (35% تقريبًا) أو الغازية (28% تقريبًا) وذلك لأنه في الدورة المركبة يتم الاستفادة من الحرارة الكبيرة في الغازات الساخنة المغادرة من التوربينة الغازية في تسخين الماء في وحدة التوربينة البخارية وبذلك فتم توفير كمية من الوقود وبذلك تقل كمية الوقود المستخدمة وتزداد الكفاءة.

## الاستخدام في السيارات
عادة ما يتم استخدام الدورة المركبة في المحطات لإنتاج الكهرباء ولكن أعلنت شركة بي إم دبليو أنها ستقوم بتصنيع سيارات مزودة بتوربينات بخارية تُدار بواسطة حرارة العوادم حيث من المتوقع إضافة هذا النظام في السيارات أو الشاحنات بجوار نظام التبريد وذلك لتوفير الوزن والمساحة وأيضا استخدام المشعاع كمكثف واستخدام جسم المحرك في تسخين المياه قبل إضافتها للتوربينة، ومن الممكن استخدام المكابس في المحركات الترددية للاحتراق وكذلك لتمدد البخار كما الحال في محرك كريور.